# Ico, el caballito valiente
Ico, el caballito valiente es un largometraje argentino de animación realizado y dirigido por Manuel García Ferré estrenado el 9 de julio de 1983. El guion fue escrito por Inés Geldstein, con las voces de Enrique Conlazo, Susana Klein, Pedro Domingo Suero y Maria Marchi, entre otras. La fotografía fue realizada por Osvaldo A. Domínguez. La película fue vista por 1.280.000 espectadores en 52 salas de cine de Argentina.

## Sinopsis
"Ico es alegre, puro e inocente, como la pradera en la que nació y vivió junto a su madre y sus queridos amigos. Este valeroso potrillo demuestra la rebeldía y nobleza de su raza cuando debe enfrentar al Duque Negro y descubrir un misterio que él, con su valentía, afrontará sin claudicaciones. Ico nos brinda la más bella lección de amor a la vida cuando nos muestra que los sentimientos triunfan sobre las ambiciones."

## Argumento
Ico es un potrillo salvaje que vive en una gran pradera junto a su madre y otros animales del bosque. Un día, queda deslumbrado por un desfile en el que, admirando al caballo principal del rey, decide que el también quiere llegar a serlo. Con la ayuda de Larguirucho, logra entrar al castillo. Allí conoce a Preciosa, la hija del caballo del rey y se hacen amigos. También, Ico descubre la historia de la leyenda que envuelve las misteriosas campanadas que asustaban a todos los habitantes del bosque y a los caballos del castillo. El Duque Negro, caballerizo principal, decide entrenar a Ico, haciéndole soportar rigurosas pruebas físicas. Cuando los caballos empiezan a desaparecer del castillo, Ico intentará resolver el misterio de las campanadas misteriosas.

## Producción y estreno
La producción de esta película tardó de 3 a 5 años, finalizando en 1983. No fue hasta 4 años después que llegó a las salas de cine en el país a través de una distribuidora independiente el 9 de julio de 1987. El film logró un récord taquillero en las vacaciones de invierno, siendo vista por 1.280.000 espectadores en 52 salas.

## Personal
Voces
- Pedro Domingo Suero
- Susana Klein
- Enrique Conlazo
- Maria Marchi

Fotografía
- Osvaldo Domínguez

Libro
- Ines Geldstein

Animación
- Nestor Cordova
- Carlos A. Pérez Agüero
- Natalio Zirulnik
- Jorge de los Ríos
- Juan A. Grisdia

 Sonido
- Francisco Busso

Escenografía
- Hugo Csecs

Dirección
- Manuel García Ferré

## Personajes
- Ico
- Larguirucho
- Preciosa
- Duque Negro
- Abuelito Mateo
- El Rey Egoísta
- Compactapiedras
- Perejil
- Madre de Ico
- Jaba
- Los caballos